# A Mass of Life

A Mass of Life (Eine Messe des Lebens) est une pièce chorale du compositeur anglais Frederick Delius, basée sur le texte allemand d’Ainsi parlait Zarathoustra de Friedrich Nietzsche. En 1898, Delius avait composé un arrangement pour chœur d'hommes et orchestre, Midnight Song, à partir du même texte ; il a revu cette pièce pour composer la messe.
A Mass of Life est la plus grande œuvre de Delius, écrite pour quatre soliste SATB, deux chœurs et orchestre. Elle est dédiée à Fritz Cassirer (en), qui a tenu un rôle important dans le choix des textes de Nietzsche 
L’œuvre a été terminée en 1905. La deuxième partie est jouée pour la première fois en version anglaise à Munich le 4 juin 1908 avec une représentation complète à Londres une année plus tard. Cette représentation a été dirigée par Thomas Beecham.